# Johann Michael Lobstein
Johann Michael Lobstein (* 1. April 1740 in Lampertheim im Elsass; † 29. Juni 1794 in Straßburg) war ein deutscher evangelisch-lutherischer Theologe. Sein Bruder war der Mediziner Johann Friedrich Lobstein.
Er war in Straßburg Pfarrer und Professor am Gymnasium. 1773 wurde er Professor der Philosophie und 1775 der Theologie an der Universität Gießen. Nachdem er von 1777 bis 1790 erster Pfarrer und Superintendent in Butzbach war, kehrte er nach Straßburg in seine frühere Stellung zurück.

## Werke
- Tabulae temporum fatorumque orbis terrae ab orbe condito usque ad Christum natum ab A. M. I. - 4000 / Johann Michael Lorenz; Johann Michael Lobstein. Argentoratum: Kürsner, 1761.
- Discours sur la mort. Paris, Strasbourg 1769.
- Ludi veterum incitamenta poeseos / Johannes Michael Lobstein. [Resp.:] Johannes Fridericus Bonhoeffer. Argentorati: Heitz, 1774 (Straßburg, Univ. Schr. v. 26. Aug. 1774).
- De Veteris Ecclesiae Sacrarvm [sacrarum] Litterarvm [litterarum] Amore Recentioris Ivsto [iusto] Moderamine : Prolvsio Historica. Giessae: Braun, 1775. (Digitalisat)
- Anhang zu dem von Johann Michael Lobstein herausgegebenen Werk: unter dem Title Codex Samaritanus Parisinus Sanctae Genovefae, praemissa commentario de Samaritanae gentis religione aevi recentioris. Francofurti ad Moenum Typis Eichenbergianis, 1781.
- Nachrichten und Auszüge aus den Handschriften der königlichen Bibliothek zu Paris 1,1. (1791). Hildburghausen: Hanisch, 1791.
- Abweichungen des Hannövrischen Catechismi von der Bibel und den Bekenntnisbüchern der Protestantischen Kirche. Straßburg, [1792].